# Išim (reka)
Išim (rusko Иши́м), Išim; kazaško Esil) je 2450 km dolga reka, ki teče po ozemlju Kazahstana in Rusije, nakar se izlije v Irtiš. Teče skozi glavno mesto Kazahstana Astana. Reka delno plovna predvsem v njenem spodnjem delu, nje zgornji del pa teče kozi glavno mesto Kazahstana. Na svoji poti ima veliko meandrov, ki povzročajo nastanek novih jezer. Išim velikokrat zamrzne, največkrat v obdobju od novembra do marca. 
Kazahstanski predsednik, Nursultan Nazarbayev, trdi, da je bila Astana izbrana za glavno meso tudi zaradi prezence Išima. Mesto je razdeljeno glede na reko, severni del (desni breg), ali staro mesto in južni del (levi breg), kjer se nahajajo modernejše in pretižne zgradbe, prav tako pa parlament in vrhovno sodišče. 
Zaradi neenakomernega toka se reko dostikrat manevrira s pomočjo kanalov in pip iz drugih rek. 